# Caroline van Stolberg-Gedern
Caroline van Stolberg-Gedern (Gedern, 27 juni 1732 - Langenburg, 28 mei 1796) was een prinses uit het huis Stolberg-Gedern.
Zij was de dochter van Frederik Karel van Stolberg-Gedern en Louise Henriette van Nassau-Saarbrücken. Ze trad op 13 april 1761 in het huwelijk met haar neef (hun moeders waren zusters) Christiaan Albert van Hohenlohe-Langenburg, tweede regerend vorst aldaar.  Het paar kreeg de volgende kinderen:
- Karel Lodewijk (1762-1825) ∞ Amelie Henriette van Solms-Baruth
- Louise Eleonore (1763-1736) ∞ George I van Saksen-Meiningen
- Gustaaf Adolf (1764-1796)
- Christine Caroline (1765-1768)
- Lodewijk Willem (1766-1768)
- Christiaan August (1768-1796)
- Auguste Caroline (1796-1803)